# Хайнрих V (Ортенбург)
Вижте пояснителната страница за други личности с името Хайнрих V.
Хайнрих V (на немски: Heinrich V Graf von Ortenburg zu Neu-Ortenburg; † 1449) е граф на Нов-Ортенбург от 1422 до 1449 г.

## Биография
Той е големият син на граф Георг I († 1422) и Зигуна фон Бухберг. Чрез женитбата му с Урсула фон Екер цу Залденбург, след смъртта на тъста му през 1426 г., той има големи наследствени конфликти. Едва през 1445 г. Хайнрих прекратява конфликта като купува земите около Залденбург.
През 1435 г. Хайнрих V започва да служи като съветник на Хайнрих XVI, херцога на Бавария-Ландсхут. От 1437 до 1438 г. той е съдия в Гризбах.
Хайнрих V умира през 1449 г. Наследен е от най-големия му син Георг II, който през 1460 г. става управляващ имперски граф.

## Фамилия
Първи брак: Хайнрих V се жени пр. януари 1422 г. за Урсула Екер цу Залденбург († 1436). Имат децата:
- Сибила († 1475), ∞ Конрад II фон Хайдек († 1471), син на Йохан I фон Хайдек († 1425/1426) и Анна фон Лойхтенберг († 1415/1417)
- Георг II († пр. февруари 1489), граф на Ортенбург, ∞ Анастасия фон Фраунберг († 1502)
- Магдалена († 1508), ∞ 1470 Улрих I фон Щархемберг, императорски съветник, хауптман († 1 септември 1474)
- Себастиан I (* август 1434, † 11 ноември 1490), граф на Ортенбург, ∞ Мария, графиня цу Нойбург
- Зигуна († 1489), ∞ Буриян фон Гутенщайн († 1489)

Втори брак: с Елизабет фон Тьоринг († 1487).